# Drance d'Entremont
La Drance d'Entremont è un fiume della Svizzera, più precisamente del Canton Vallese che confluendo con la Drance de Bagnes dà origine alla Drance.

## Percorso
Scorre nella val d'Entremont, la valle che porta al passo del Gran San Bernardo, e il suo principale affluente è la Drance de Ferret. Gli altri affluenti principali sono il torrent de Drône, il torrent Perche, il Valsorey, il torrent des Erbets e il torrent de l'A.
Nasce a 2588 m s.l.m., a valle del Col Est de Barasson ed è un fiume lungo 25 km. A valle del passo del Gran San Bernardo la Drance d'Entremont viene sbarrata per formare il Lac des Toules.
La Drance d'Entremont è a volte anche chiamata Dranse d'Entremont.